# Люди в лодках
Люди в лодках (англ. boat people; вьет. thuyền nhân, тхюен нян) — распространённое название вьетнамских беженцев, покидавших вьетнамскую территорию морским путём во время трёх Индокитайских войн. Наибольшее количество «людей в лодках» из Вьетнама приходится на период с 1978 г. по середину 1980-х гг. В настоящее время термин «люди в лодках» применяется к беженцам на лодках и из любых других стран.

## История

### Первая Индокитайская война
Впервые о «людях в лодках» мировой общественности стало известно в начале 1950-х годов. На освобождённых от французов вьетнамских территориях, для скорейшей ликвидации оппозиции, коммунистические власти объявили о проведении земельной реформы. Начался принудительный передел земли. Против землевладельцев и крестьян, которые сотрудничали с иностранцами, проводилась жёсткая политика. В сельской местности создавались временные комитеты Крестьянского союза и народные трибуналы. По данным англо-американских и французских журналистов, это привело к массовому исходу с занятых коммунистами вьетнамских территорий около миллиона беженцев, которые и получили на Западе название «люди в лодках». Часть из них умерла в море.

### Вторая Индокитайская война
После того как в 1973 году США вывели свои войска из Южного Вьетнама, руководство северовьетнамской армии подготовило к весне 1975 года решающее наступление на южновьетнамские города. Повсеместная паника и массовое дезертирство перед падением Сайгона вызвали огромную волну вьетнамских беженцев. Немногие имели знакомства или деньги, чтобы купить иностранную визу. Большинство беженцев были небогаты и пускались в рискованный путь на лодках или маленьких судах. На Западе они также стали известны под названием «люди в лодках». Многие из них по пути потеряли своих близких или умерли в море.
Бегство южновьетнамцев продолжилось и после падения Сайгона, так как те, кто сотрудничал с южновьетнамским режимом и американцами, подвергались репрессиям. Их направляли в так называемые «лагеря перевоспитания», ссылали в так называемые «новые экономические зоны».
После Второй Индокитайской войны США приняли около 100 тысяч вьетнамских иммигрантов, в том числе «людей в лодках».

### Третья Индокитайская война
После окончания Второй Индокитайской войны в 1975 году Социалистическая Республика Вьетнам испытывала ряд внутренних и внешних проблем. Большое количество бывших сторонников южновьетнамского правительства было помещено в так называемые «лагеря перевоспитания». Существовали экономические трудности. Продолжались вооружённые столкновения с «красными кхмерами», приведшие в 1979 году к началу многолетней оккупации Камбоджи вьетнамскими войсками и войне с Китаем. В этих условиях началась новая волна эмиграции из Вьетнама. Многие беженцы снова покидали страну на лодках и пытались добраться до соседних стран Юго-Восточной Азии или надеялись, что их подберут иностранные суда на международных морских маршрутах. Плаванье было сопряжено со многими трудностями. Лодки погибали во время штормов, на них нападали морские пираты.

## Гуманитарная катастрофа
Массовые исходы «людей в лодках» в 1970-1980-е годы из Вьетнама стали международной гуманитарной проблемой. О её масштабах говорит, в частности, тот факт, что Канада в 1979—1980 годах приняла 50 000 беженцев из Вьетнама, а к 1985 году их число возросло до 110 000; канадское правительство приняло специальное решение о том, что число размещённых в стране беженцев должно зависеть от общественной поддержки, и для этого была введена специальная формула. По информации Верховного комиссара ООН по делам беженцев, к 1986 году 929 600 «людей в лодках» успешно завершили своё путешествие и около 250 000 погибли в море.

## Другие страны
В настоящее время термин «люди в лодках» применяется к беженцам на лодках и из любых других стран. Так, в 2012—2013 г.г. резко возросло количество «людей в лодках» из Ирака, Ирана, Афганистана, Шри-Ланки и Бангладеш. Они направляют свой путь в Индонезию и уже оттуда пытаются попасть на австралийский остров Рождества и в саму Австралию. Количество «людей в лодках» стало столь велико, что австралийский премьер-министр Кевин Радд в июле 2013 года заявил, что больше Австралия не будет их принимать. Прибывших нелегально переселенцев отправляют в центры временного содержания в Папуа — Новой Гвинее.

## Отражение в искусстве

### В музыке
- «Borders» (2015) — музыкальный видеоклип британской певицы тамильского происхождения M.I.A., посвящён проблеме «людей в лодках».

### В кинематографе
- «Мы хотим жить» (1956) — совместный южновьетнамско-филиппинский фильм о «людях в лодках» Первой Индокитайской войны.
- «Вьетнамская кинотрилогия» гонконгской женщины-режиссёра Энн Хёй о вьетнамских «людях в лодках»:

1. «Под Скалой Льва»: эпизод «Гости»[англ.] (кит. 獅子山下: 來客, англ. «Below The Lion Rock: From Vietnam», 1978);
2. «История Хо Вьета» (1981);
3. «Люди в лодках» (1982).

- «Зелёный дракон» (Green Dragon, США, 2001) — фильм о «людях в лодках» Второй Индокитайской войны.
- «Камень ожидания» (La pierre de l’attente, Франция, 1991) — короткометражка режиссёра-вьеткиеу Чан Ань Хунга о судьбах вьетнамских «людей в лодках» во Франции.
- «Страна надежды[англ.]» (США, Норвегия, 2004) — фильм о судьбе «буйдоя[англ.]» — рождённого от американского солдата вьетнамца-беспризорника, который пускается в путь из Вьетнама в США, чтобы найти своего отца.
- «Бегство от краха[англ.]» (США, 2006) — снятый полностью на средства вьетнамской диаспоры в США фильм о «людях в лодках» во время Третьей Индокитайской войны.